# 볼프스베르크

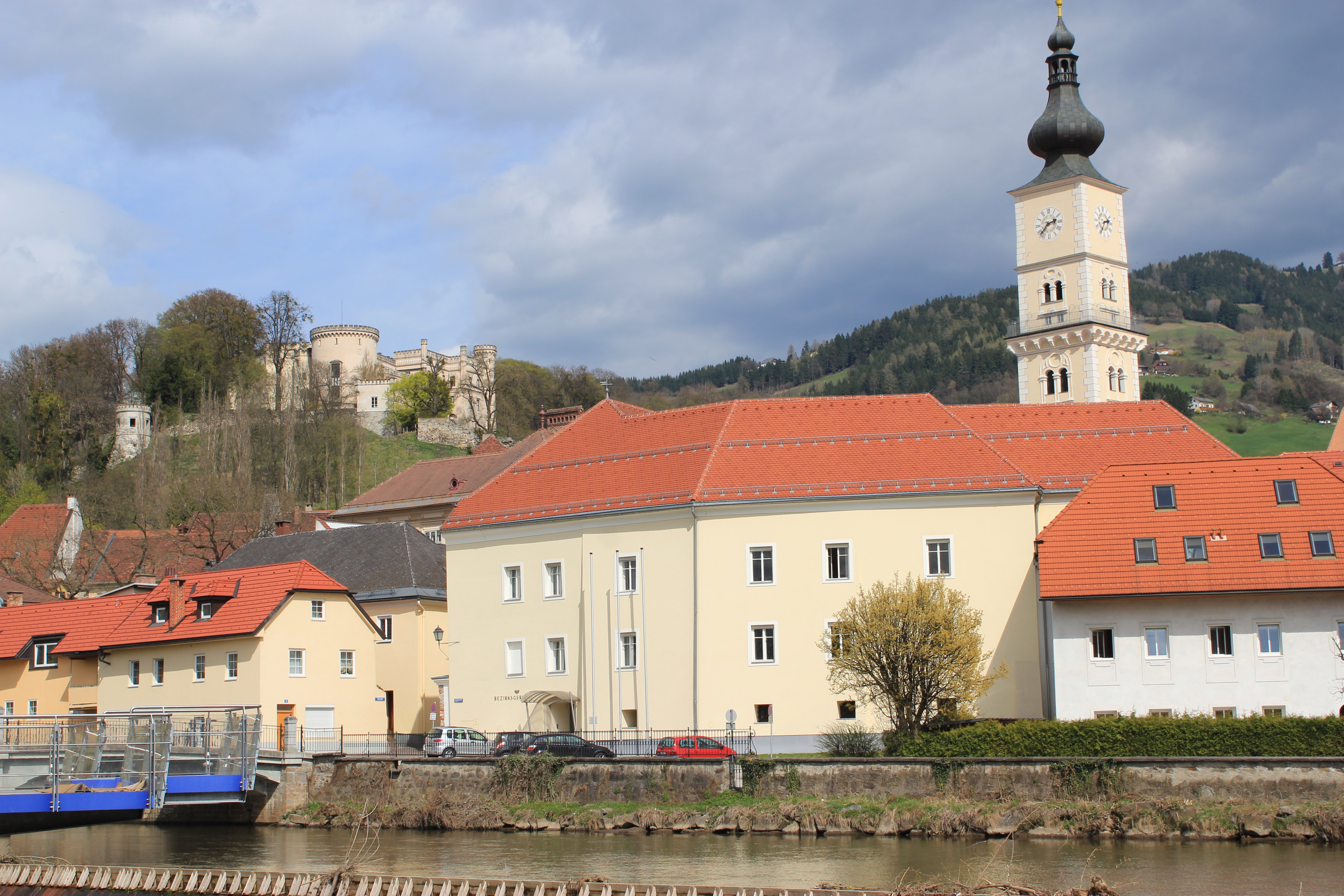
볼프스베르크

볼프스베르크(독일어: Wolfsberg)는 오스트리아 케른텐주에 위치한 도시로 면적은 278.63km2, 높이는 463m, 인구는 25,045명(2016년 1월 1일 기준), 인구 밀도는 90명/km2이다.
1007년 신성 로마 제국의 하인리히 2세 황제에 의해 케른텐 공국에서 밤베르크 주교령으로 양도되었다. 1178년 문헌에서 '볼프스페르흐'(Wolfsperch)라는 이름으로 등장했으며 1331년 도시 지위를 부여받았다.

시 문장